# Exogonium eriospermum
Exogonium eriospermum là một loài thực vật có hoa trong họ Bìm bìm. Loài này được (Desr.) Choisy mô tả khoa học đầu tiên năm 1837.